# کوگا، ایباراکی
کوگا در استان ایباراکی در کشور ژاپن  واقع شده‌است  که دارای جمعیت ۱۴۴٬۳۹۲ نفر و مساحت ۱۲۳٫۵۸ کیلومتر مربع با تراکم جمعیت ۱٬۱۶۸  نفر در کیلومترمربع است و در تاریخ ۱۲ سپتامبر ۲۰۰۵ به عنوان شهر شناخته شد.